# ウェネグ

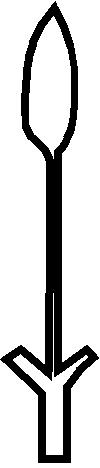

ウェネグ（Weneg, Wne, Wadjne, Tlas）は、エジプト第2王朝のファラオである。詳細は不明だが、一般にはニネチェルとセネドの間に8年間在位したと考えられている。しかし近年、ドイツのエジプト学者 Jochem Kahl は、ウェネグは第2王朝の第2代ファラオであるラネブの二女神名であるという説を確立した。